# Peperkathaai
De peperkathaai (Galeus piperatus) is een vissensoort uit de familie van de Pentanchidae. De wetenschappelijke naam van de soort is voor het eerst geldig gepubliceerd in 1966 door Springer & Wagner.